# Johannes Justus Rein
Johannes Justus Rein, född 27 januari 1835 i Raunheim, död 23 januari 1918 i Bonn, var en tysk geograf.
Rein var 1876-1883 professor i Marburg, därefter i Bonn. Han företog resor i Finland och Skandinavien samt i olika delar av Nordamerika, besökte Kanarieöarna och Atlasbergen samt, på uppdrag av preussiska regeringen, 1873-1875 Japan för att studera dess industri- och handelsförhållanden. År 1880 valdes han till ledamot av Leopoldina.
Han skrev bland annat Der Nakasendo in Japan (Ergänzungsheft 59 i Petermanns "Mitteilungen", 1880) samt Japan nach Reisen und Studien dargestellt (1881-86) och behandlade Finland i Alfred Kirchhoffs "Länderkunde von Europa".